# Chamyla intricans
Chamyla intricans là một loài bướm đêm trong họ Noctuidae.